# Armen Garo
Karékine Pastermadjian (arménien : Գարեգին Փաստրմաճեան), plus connu sous son nom de guerre Armen Garo (Արմէն Գարօ), né le 9 février 1872 à Erzurum et mort le 23 mars 1923 à Genève, est un militant et homme politique arménien, leader de la Fédération révolutionnaire arménienne.
Jeune militant révolutionnaire organisateur de la prise de la Banque ottomane (1896), il est plus tard député ottoman (1908-1914) et ambassadeur de la Première République d'Arménie auprès des États-Unis (1918-1920).

## Biographie

### Origines familiales et débuts

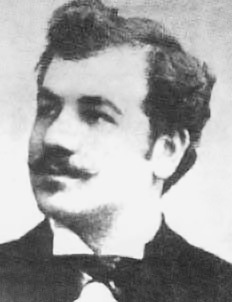
Armen Garo dans sa jeunesse.

Karékine Pastermadjian naît à Erzurum (Garin en arménien). Son grand-père Khatchatour est exécuté par les autorités ottomanes l'année de la naissance de son petit-fils du fait de sa position sociale privilégiée.
Pendant la guerre russo-turque de 1877-1878, sa famille est de nouveau persécutée, notamment spoliée de certaines terres. Le père de Karékine, Haroutioun, est accusé par les Ottomans de collusion avec l'ennemi russe mais échappe à la pendaison grâce à la médiation du consul britannique. Lors de l'occupation de la ville par les troupes impériales russes en 1878, la famille Pastermadjian accueille dans son foyer deux généraux arméniens de l'armée russe, Mikhaïl Loris-Melikov et Lazareff ; ce premier, après avoir entendu le récit des vexations subies par la famille Pastermadjian, tente de convaincre Haroutioun de s'installer dans le Caucase. Il refuse l'offre, ne pouvant se résoudre à quitter la terre où reposait son père. Après le retrait russe, les persécutions reprennent.
En 1890, les Arméniens d'Erzurum organisent des manifestations contre le pouvoir turc et demandent l’implémentation des réformes promises par le Traité de Berlin. Les manifestations sont réprimées et Haroutioun Pastermadjian échappe de peu à une balle tirée par la troupe.
Karékine Pastermadjian va à l'école Sanassarian de sa ville natale et achève ses études secondaires en 1891.
En 1894, il part faire des études d'agronomie à Nancy, en France,, afin de plus tard revenir dans son pays natal et faire bénéficier sa famille des techniques agricoles modernes. Ils sont alors 26 Arméniens à faire leurs études à Nancy.

### Révolte de Zeïtoun (1895-1896) et prise de la Banque ottomane (1896)
En 1895, pendant les massacres hamidiens, la famille Pastermadjian et ses serviteurs résistent face à la foule enragée et échappent à la mort. Trois membres de la famille sont cependant emprisonnés car accusés d'être des révolutionnaires.
Lors de la révolte de Zeïtoun (aujourd'hui Süleymanlı) de 1895-1896, en résistance aux massacres, Karékine Pastermadjian interrompt ses études pour venir en aide à ses compatriotes. Il se rend quelque temps à Genève, où il intègre la Fédération révolutionnaire arménienne (FRA), puis en Égypte. Là, avec ses compagnons d'université Sarkis Srentz, Haïg Tiriakian et Max Zevrouz, il retourne dans l'Empire ottoman et participe aux actions de la FRA. Il adopte alors le pseudonyme d'Armen Garo.
Armen Garo joue un rôle central dans la prise de la Banque ottomane du 26 août 1896,. Après la mort du leader, Papken Siuni, il prend le commandement de l'opération. Les survivants sont ensuite exfiltrés vers Marseille.

### De Genève à Tiflis (1897-1907)
De retour en Europe, Armen Garo reprend ses études. Du fait de leurs antécédents, le ministre des Affaires étrangères français, Gabriel Hanotaux, refuse que les Arméniens ayant participé à l'attaque sur la Banque ottomane restent en France, ce qui le pousse à s'installer à Genève. Il étudie ainsi les sciences naturelles à l'Université de Genève. Il a une formation d'ingénieur et obtient un doctorat en chimie à Genève en 1900, après avoir soutenu une thèse intitulée Recherches sur une nouvelle synthèse des sulfones aromatiques.
Pendant ses études, il continue de militer à la FRA, très active dans la ville suisse, en intègre les instances dirigeantes dès 1896 et participe au développement de la branche égyptienne du parti. En 1898, il est élu, lors du IIe Congrès du parti, membre du bureau occidental jusqu'en 1901.
En 1901, Armen Garo s'installe à Tiflis (Géorgie), où il fonde un laboratoire de chimie, travaillant notamment pour l'industrie minière locale, dans laquelle il parvient à se faire un nom.
En 1905, lors des massacres arméno-tatars, il embrasse la carrière militaire. Ainsi, il intègre le comité spécial de la FRA en charge de l'autodéfense des Arméniens. Lorsque les troubles atteignent Tiflis en novembre, il mène les 500 volontaires arméniens en charge de défendre la ville et fait battre en retraite les assaillants au terme de sept jours de combat.
Une fois le calme revenu, Armen Garo s'occupe, au sein de la FRA, d'envoyer des armes aux Arméniens ottomans. Il est élu membre du bureau oriental du parti en 1907 lors du IVe Congrès de la FRA qui se tient à Vienne.

### Député d'Erzurum (1908-1914)

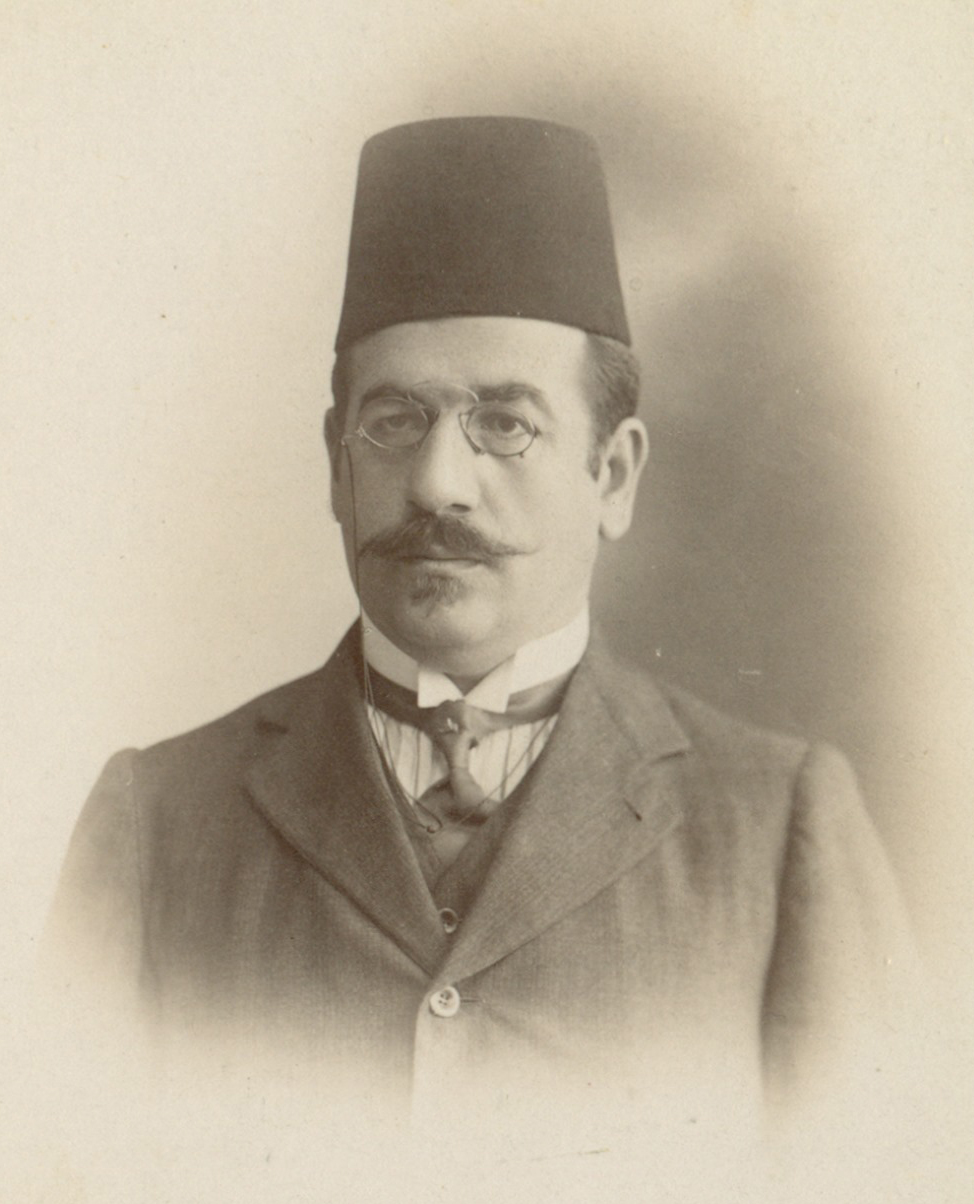
Armen Garo lorsqu'il est député d'Erzurum.

Après la Révolution des Jeunes-Turcs et la proclamation de la nouvelle constitution en 1908, la FRA et les Arméniens d'Erzurum demandent à Armen Garo de se présenter aux élections législatives ottomanes. Il est élu avec Vartkès à la Chambre des députés de l'Empire ottoman pour Erzurum avec le soutien du Comité Union et Progrès. Au début de son mandat, lors de la première session des travaux du parlement, il mobilise sa formation d'ingénieur pour travailler sur le projet « Chester » de ligne de chemin de fer reliant Constantinople à la frontière perse. Il travaille aussi à améliorer la vie des Arméniens des six vilayets.
Lors de la Contre-révolution ottomane, il se trouve au parlement aux côtés notamment de ses collègues Bedros Haladjian et Vahan Papazian lorsque les insurgés investissent le bâtiment le 13 avril 1909.
Il joue un rôle central dans le projet de réformes en Arménie ottomane (1912-1914) et se trouve début 1914, en compagnie du docteur Zavriev, à Paris et aux Pays-Bas pour y rencontrer les inspecteurs généraux censés contrôler la mise en place des réformes dans les provinces arméniennes de l'Empire. Lors des élections législatives de 1914, les Jeunes-Turcs cherchent d'ailleurs à torpiller sa réélection du fait de son rôle dans le projet de réformes,. En signe de protestation, les Arméniens de sa circonscription refusent de prendre part au vote. Il n'est donc député que jusqu'en février 1914 et n'est pas réélu.
En juillet-août 1914, il participe au VIIIe Congrès de la FRA à Erzurum.
Le 16 août 1914, Armen Garo est invité en compagnie de Vartkès chez Krikor Zohrab, entrevue lors de laquelle ils observent que les Turcs veulent profiter de la Première Guerre mondiale pour mettre en œuvre leurs desseins.

### Première Guerre mondiale et République d'Arménie (1914-1920)

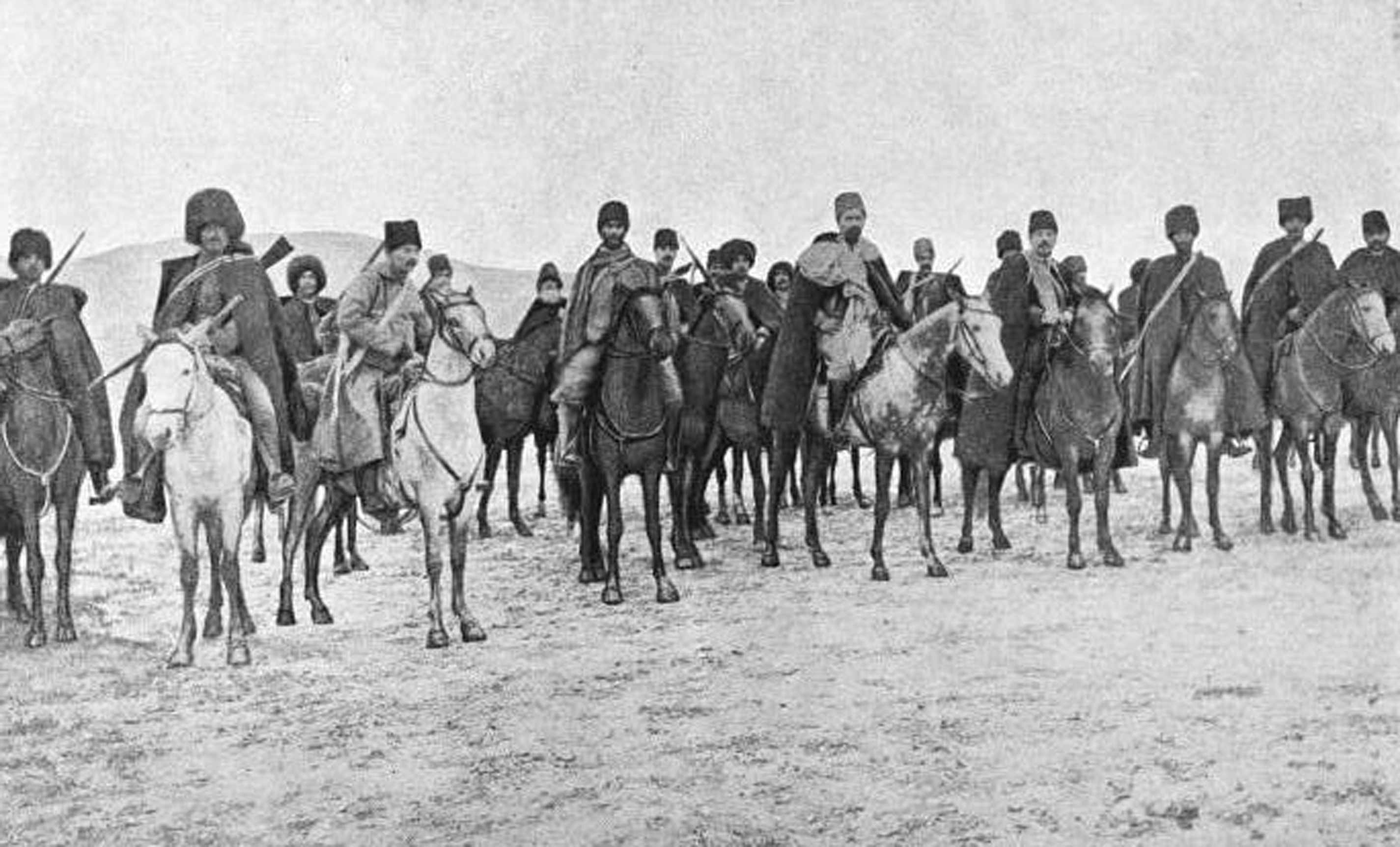
Commandement du deuxième bataillon des unités de volontaires arméniens en novembre 1914. Sur la photo, on peut apercevoir Khetcho, Drastamat Kanayan et Armen Garo.

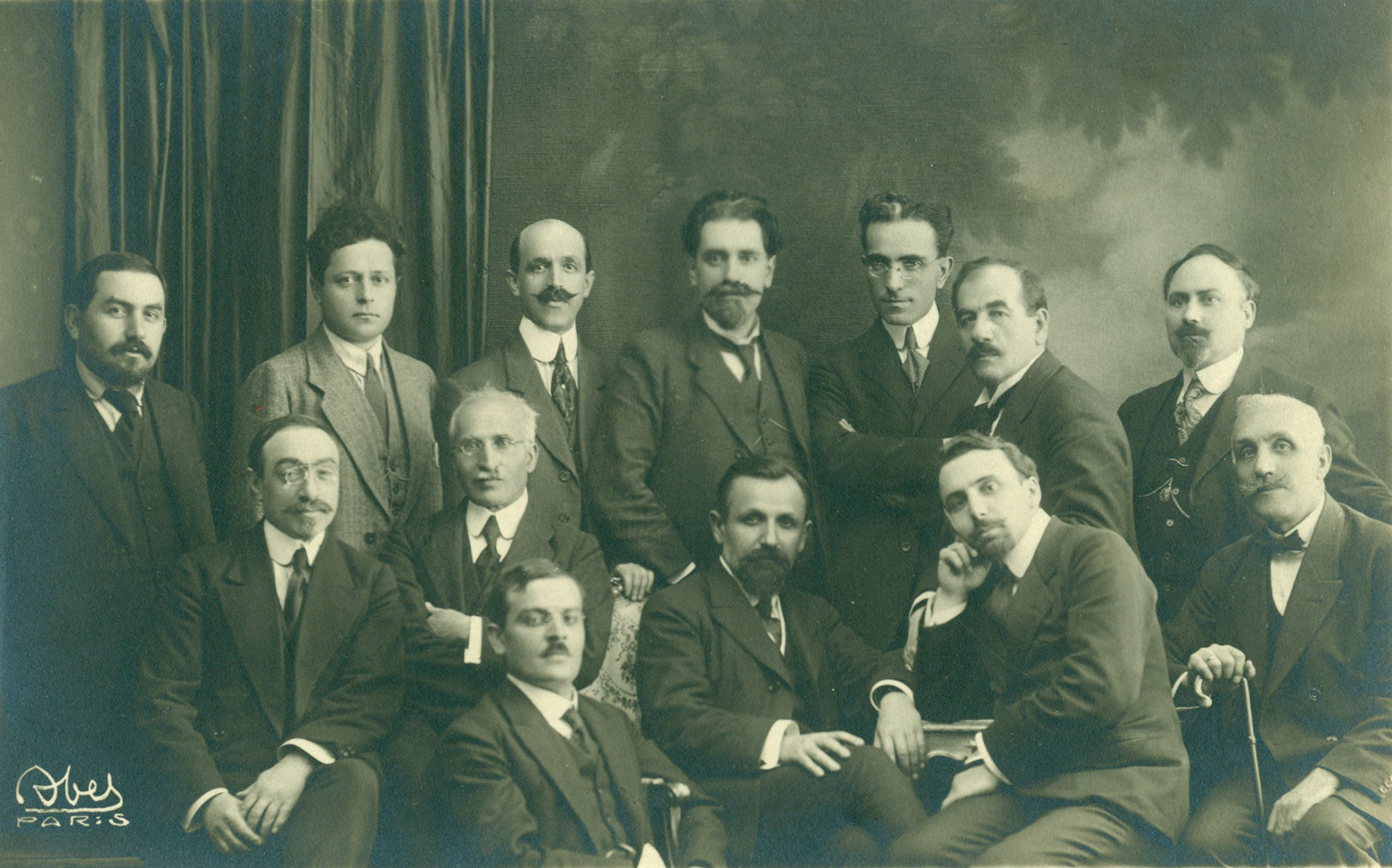
Armen Garo au sein de la Délégation de la République arménienne.

En automne 1914, peu avant le début de la campagne du Caucase, Armen Garo se rend dans la région,. Il y est le bras droit de Drastamat Kanayan et dirige avec lui le deuxième bataillon des unités de volontaires arméniens. Lors de l'offensive Bergmann, le bataillon fait pour la première fois l'épreuve du feu le 14 novembre, près de Bayazid. Drastamat Kanayan est blessé pendant les combats et Armen Garo prend le commandement. Il le remplace jusqu'en mars 1915, période pendant laquelle sa troupe combat dans onze batailles.
À l'été de la même année, il se rend à Van peu après l'épisode de la défense de Van, qui voit la retraite des troupes ottomanes et l'occupation de la ville par l'Armée russe du Caucase. Il assiste ensuite à l'exil massif des Arméniens de la région vers le Caucase au moment du retrait russe à la fin de l'été 1915.
En mai 1917, Armen Garo prend part au premier Congrès des Arméniens occidentaux et est l'un des six membres du bureau exécutif. Au printemps, après la révolution de Février, les troupes russes se retirent du Caucase. Armen Garo et Hakob Zavriev sont alors envoyés à Petrograd pour évoquer auprès du Gouvernement provisoire russe le cas du Caucase notamment auprès de Kerenski,. Ils demandent l'envoi des quelque 80 000 soldats et officiers arméniens de l'armée russe en Arménie afin de défendre la frontière avec l'Empire ottoman, proposition que Kerenski accepte à la condition que ce transfert se déroule discrètement. Seulement quelques milliers de soldats parviennent à faire le trajet et ces troupes restent toutefois bloquées à Bakou,.
En juin, le Conseil national arménien et le Catholicossat de tous les Arméniens envoient Armen Garo aux États-Unis pour faire une campagne de lobbying en faveur du peuple arménien.
Après la Première Guerre mondiale et après la fondation de la Première République d'Arménie, il est nommé ambassadeur du nouvel État arménien aux États-Unis en 1918,. Il intègre aussi la nouvelle Délégation nationale arménienne élue le 2 avril 1919 par le Congrès national arménien.
Il ne peut pas participer au IXe Congrès de la FRA, qui a lieu entre septembre et novembre 1919 à Erevan. Cela ne l'empêche pas d'être élu au Bureau dirigeant du parti, sans toutefois avoir été en mesure d'exercer son mandat. Alors à Washington, il supervise aussi l'American Central Committee. Il reçoit ainsi à l'automne 1920 Soghomon Tehlirian et le briefe dans le cadre de l'opération Némésis, décidée lors du IXe Congrès, et qui va aboutir à l'exécution de Talaat Pacha.
Après la chute de la république arménienne et lors de la Conférence de Londres de 1921-1922, Armen Garo fait partie de la Délégation de la République arménienne,.
Armen Garo s'installe ensuite de nouveau à Genève, où il meurt le 23 mars 1923,.

## Publications
- (en) Karékine Pastermadjian (préf. George Nasmyth), Why Armenia should be free : Armenia's role in the present war, Boston, Hairenik Publishing Company, 1918, 45 p. (lire en ligne)
- (en) Karékine Pastermadjian, Armenia and her claims to freedom and national independence (Mémorandum), Washington, Government Printing Office, 1919, 20 p. (lire en ligne)
- (en) Karékine Pastermadjian, Armenia : A leading factor in the winning of the war, New York, The American committee for the independence of Armenia, 1919, 37 p. (lire en ligne)
- (en) Bank Ottoman : Memoirs of Armen Garo, the Armenian ambassador to America from the Independent Republic of Armenia  (trad. Haig T. Partizian, préf. Simon Vratsian), Détroit, Armen Topouzian, 1990, 210 p. (OCLC 54801048)